# Gens Aebutia
Die gens Aebutia war ein patrizisches römisches Geschlecht, welches das Gentilnomen Aebutius (weibliche Form: Aebutia) führte.
Angehörige des Geschlechts waren vor allem im 5. Jahrhundert v. Chr., also in der frühen Römischen Republik bedeutend, wie zumindest die für diese Zeit sehr unsicheren Konsularfasten (Listen der Konsuln) suggerieren. Danach waren Aebutii mit dem Cognomen Helva Konsuln in den Jahren 499 v. Chr., 463 v. Chr. und 442 v. Chr. Allerdings haben manche Althistoriker vermutet, dass die frühen Aebutier dieses Cognomen nachträglich nach dem bekannten Praetor von 168 v. Chr., Marcus Aebutius Helva, angedichtet bekamen.

## Namensträger
- Lucius Aebutius Helva († 463 v. Chr.), römischer Konsul
- Marcus Aebutius Helva, Prätor 168 v. Chr.
- Marcus Aebutius Victorinus, römischer Centurio, 2. Jahrhundert
- Postumus Aebutius Helva, römischer Offizier, 5. Jahrhundert v. Chr.
- Publius Aebutius, soll 186 v. Chr. die Aushebung der Geheimkults der Bacchanalien angestoßen haben
- Quintus Aebutius Liberalis, römischer Centurio, 1. Jahrhundert
- Titus Aebutius Carus, Prätor 178 v. Chr.
- Titus Aebutius Helva († nach 499 v. Chr.), römischer Konsul